# Afroamerikai vallások
Az afroamerikai vallások (spanyol: religiones afroamericanas, portugál: religiões afro-americanas, angol: Afro-American religions) az Amerikába behurcolt rabszolgák és utódaik által kialakult afrikai eredetű vallási rendszerek. Sok esetben a afrikai vallások, hiedelmek keveredéséből vagy az afrikai és más vallások, kultuszok (katolikus kereszténység, samanizmus, spiritualizmus stb.) szinkretizmusából születtek meg. Általában elmondható, hogy jellemző rájuk az ősök kultusza és az animizmus.
A nagyszámú és összetett afroamerikai népesség vallási elgondolásai nem szoríthatók egységes és mesterséges séma keretei közé. Az afrikai eredetű diaszpórát a mai napig számos hatás érte és a fekete amerikaiaknak nem csak afrikai gyökereik vannak, hanem közvetlenül is kapcsolatba kerülhetnek más világvallásokkal (pl. az iszlám). Az iszlám befolyása révén így jött létre két nagy csoport: az Iszlám Nemzete és a Fekete Muszlimok (Black Muslims).

## Kategorizálás
Egyes kutatók alapján az afroamerikai vallások a modern korban négy fő típusba sorolhatók:
- messianisztikus-nemzeti
- taumaturgikus
- térítésre törekvő
- domináns

Az összes típust egységesen jellemzi, hogy kiaknázzák a zenében és a táncban rejlő vallási lehetőségeket.

## Főbb afroamerikai vallások, kultuszok listája
| Afro-Amerikai vallások             | Afro-Amerikai vallások | Afro-Amerikai vallások | Afro-Amerikai vallások                                                                                           | Afro-Amerikai vallások |
| Vallás                             | Elsődleges hely        | Eredete                | Szintén elterjedt                                                                                                | Megjegyzés |
| ---------------------------------- | ---------------------- | ---------------------- | --- | --- |
| Candomblé                          | Brazília               | Joruba vallás          | Argentína, Kolumbia, Panama, Venezuela, Uruguay, USA                                                             | Elsősorban afrobrazíliai kultúra; a mágikus macumba vallással kapcsolják össze, amely a vuduhoz hasonló. Ötvözi az afrikai animizmust, a latin-amerikai spiritualizmust és a kereszténység bizonyos elemeit. |
| Umbanda                            | Brazília               | Joruba vallás          | Argentína, Uruguay, Venezuela, USA                                                                               | katolicizmus - spiritualizmus - candomblé szinkretizmusa |
| Quimbanda                          | Brazília               | Bantu mitológia        | Argentína, Uruguay, USA                                                                                          | bantu mitológia - sámánizmus szinkretizmusa |
| Santería, (Szanteria)              | Kuba                   | Joruba vallás          | Argentína, Brazília, Kolumbia, Dominikai K., Mexikó, Panama, Puerto Rico, USA, Uruguay, Venezuela                | vallási kultuszok afrikai joruba és spanyol katolikus hagyományokat ötvöző összessége az afrokubai népesség körében                                                                                          |
| Kubai vudu                         | Kuba                   | Dahomeyi mitológia     | Dominikai K., Puerto Rico, USA                                                                                   | |
| Palo                               | Kuba                   | Bantu mitológia        | Dominikai K., Puerto Rico, USA                                                                                   | |
| Abakuá                             | Kuba                   | Ekpe                   | USA | Az anang, efik, ibibio, ekoi és igbó népcsoportok titkos társaságai |
| Dominikai vudu                     | Dominikai K.           | Dahomeyi mitológia     | USA | |
| Vudu                               | Haiti                  | Dahomeyi mitológia     | Kanada, Dominikai K., USA                                                                                        | szinkretikus vallás, amelyet főleg Haitin és a haiti diaszpórában gyakorolnak |
| Obeah                              | Jamaica                | Igbo, Akan             | Bahama-szigetek, Barbados, Belize, Dominika, Grenada, Guyana, Suriname, Trinidad és Tobago, Virgin-szigetek, USA | Hasonló a Hoodoo népi mágiához. |
| Kumina                             | Jamaica                | Bantu mitológia        | USA | |
| vinti                              | Suriname               | Akan mitológia         | Guyana, Hollandia, USA                                                                                           | |
| Lelki baptista (Spiritual Baptist) | Trinidad és Tobago     | Joruba vallás          | Bahama-szigetek, Barbados, Kanada, Jamaica, USA                                                                  | joruba - orisa (orisha/orixá) szinkretizmus |
| Trinidadi Orisa                    | Trinidad és Tobago     | Joruba vallás          | USA | |
| Louisiana-i vudu                   | Louisiana, USA         | Dahomeyi mitológia     | Az egész USA | |

## Afrobrazíliai vallások, kultuszok
A fekete rabszolga népesség körében fennmaradt afrikai vallásokra épülő, eredetileg csak Brazília ÉK-i részén honos, ma viszont már a legtöbb tengerparti területen és az ország nagyvárosaiban megtalálható új (szinkretista) vallások. Néhány a Nyugat-Afrikából átkerült hagyományos joruba vallás némileg módosított formájának tekinthető. 
| Vallás, kultusz | Elterjedtsége (brazíliai állam)                              |
| --------------- | ------------------------------------------------------------ |
| Babaçuê         | Maranhão, Pará                                               |
| Batuque         | Rio Grande do Sul                                            |
| Cabula          | Espírito Santo, Minas Gerais, Rio de Janeiro, Santa Catarina |
| Candomblé       | Brazília minden államában, de főleg Bahia államban           |
| Egungun         | Bahia, Rio de Janeiro, São Paulo                             |
| Ifá             | Bahia, Rio de Janeiro, São Paulo                             |
| Encantaria      | Maranhão, Piauí, Pará, Amazonas                              |
| Omoloko         | Rio de Janeiro, Minas Gerais, São Paulo                      |
| Pajelança       | Piauí, Maranhão, Pará, Amazonas                              |
| Quimbanda       | minden államban                                              |
| Tambor-de-Mina  | Maranhão, Pará                                               |
| Terecô          | Maranhão                                                     |
| Umbanda         | Brazília minden államában                                    |
| Xambá           | Alagoas, Pernambuco                                          |
| Xangô           | Pernambuco                                                   |

## Fordítás
- Ez a szócikk részben vagy egészben  az   Afro-American religion című angol Wikipédia-szócikk fordításán alapul.  Az eredeti cikk szerkesztőit annak laptörténete sorolja fel. Ez a jelzés csupán a megfogalmazás eredetét és a szerzői jogokat jelzi, nem szolgál a cikkben szereplő információk forrásmegjelöléseként.
- Ez a szócikk részben vagy egészben  a   Religiões afro-brasileiras című portugál Wikipédia-szócikk fordításán alapul.  Az eredeti cikk szerkesztőit annak laptörténete sorolja fel. Ez a jelzés csupán a megfogalmazás eredetét és a szerzői jogokat jelzi, nem szolgál a cikkben szereplő információk forrásmegjelöléseként.